# Ferdinand Flodman

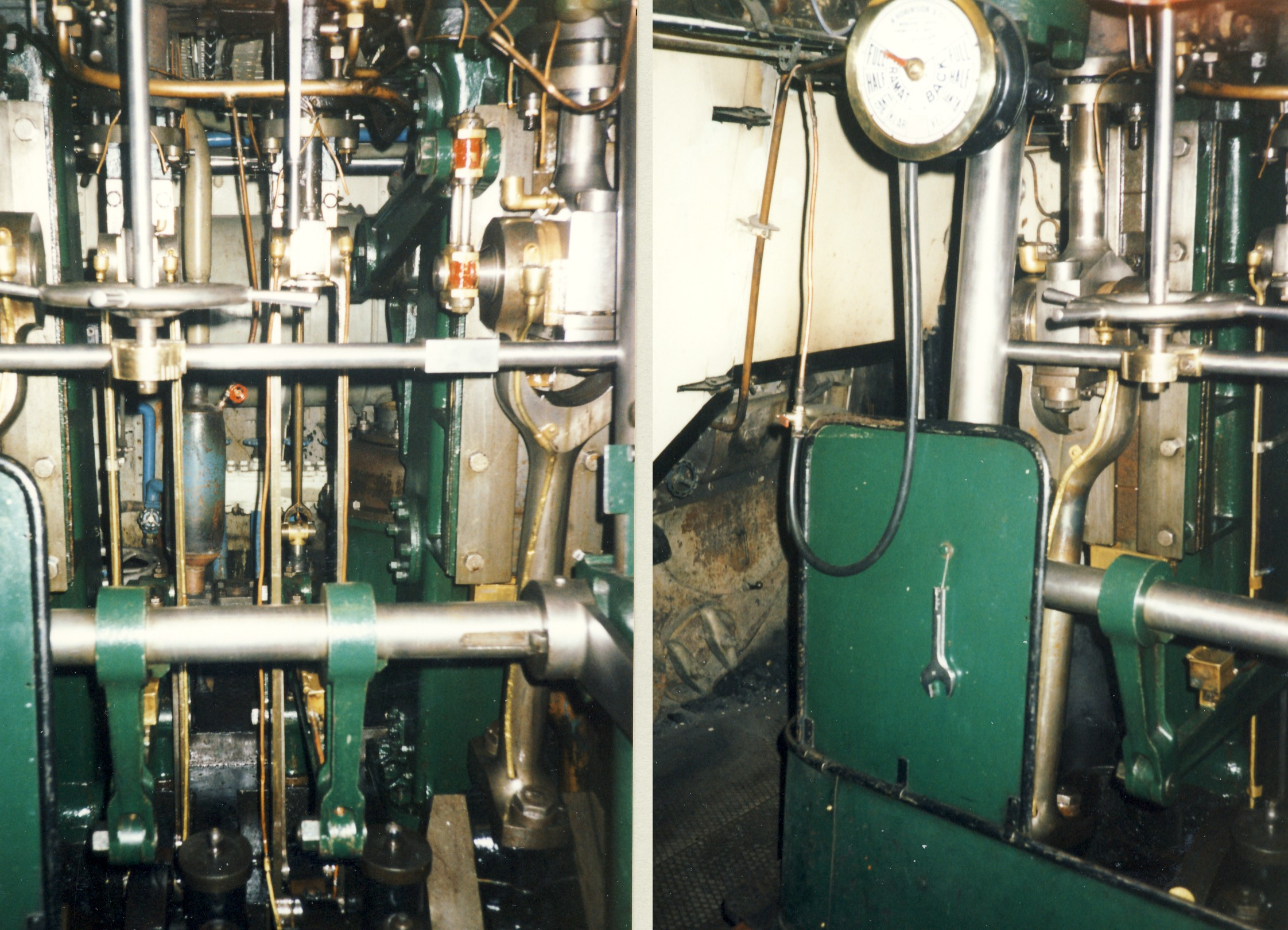
S/S Blidösunds ångmaskin

Gustaf Ferdinand Flodman, född 17 februari 1846 i Motala, död 22 november 1925 i Stockholm, var en svensk maskiningenjör. 
Ferdinand Flodman utbildade sig till maskiningenjör på Slöjdskolan i Stockholm 1862–1864. Han praktiserade därefter på Oskarshamns varv och arbetade sedan som konstruktör av ångmaskiner under tre år på Björneborgs Mekaniska Verkstad i Finland. År 1872 anställdes han på W. Lindbergs Varvs- och Verkstads AB i Stockholm. 
År 1897 fick Flodman patent på en slidregleringsmekanism för ångmaskiner. Med slidreglering kan varvtalet justeras steglöst och vevaxelns samt därmed propellerns rotationsriktning ändras mellan fram och back. George Stephenson hade också konstruerat en ofta använd slidreglering. Flodmans hade till skillnad från Stephensons endast en excenterskiva. Den kunde också monteras vid sidan maskinen, vilket gjorde att det krävdes mindre maskinutrymme långskepps.
Flodman bedrev senare egen konsultverksamhet. Han konstruerade ångmaskiner för bland andra Lindholmens varv, Eriksbergs Mekaniska Verkstads AB, Oskarshamns Mekaniska Verkstad och Bergsunds Mekaniska Verkstad. Hans maskiner installerades i 26 fartyg 1908–1925. Bland ångfartyg i drift idag finns ångmaskiner konstruerad av Flodman i bland andra S/S Frithiof, S/S Blidösund, S/S Norrskär och S/S Saltsjön.
Han var från 1877 gift med Emma Charlotta (Lotten) Lindgren.